# Refugi del Mönchsjoch
El refugi del Mönchsjoch (alemany: Mönchsjochhütte Refugi del coll del Mönch) és un refugi de muntanya situat a la regió declarada per la UNESCO Patrimoni de la Humanitat de Jungfrau-Aletsch-Bietschhorn al cantó del Valais (Suïssa).
Se situa a una altitud de 3.658 msnm, enfilat al coll superior del Mönch (en alemany: Monjo) o Obers Mönchjoch de 3627 m, entre el Mönch i el Trugberg, a la part superior de la glacera d'Aletsch. S'utilitza per a l'ascens al Mönch i altres pics de la regió, així com pel descens de l'Eiger per l'aresta sud.

## Accés
El refugi és de fàcil accés pels visitants del coll de la Jungfrau o Jungfraujoch, estació superior del tren de la Jungfrau o Jungfraubahn, durant la temporada d'estiu, per una pista preparada a la glacera. No obstant això, durant la temporada d'hivern es manté accessible només pels alpinistes. També s'hi pot accedir des del Refugi Konkordia al sud.